# Капаган
Капаган е каган на Източнотюркския каганат, управлявал през 693 – 716 година.
Той е родственик на Илиг, последният владетел на източните тюрки преди подчиняването им от империята Тан през 630 година, и по-малък брат на Елтериш, който възстановява каганата около 682 година. Капаган продължава успешните войни срещу Тан, но в последните си години се сблъсква с поредица бунтове на подчинените му тюрки.
Капаган е убит през 716 година от лоялни към Тан тюрки и е наследен от сина си Инел.